# Veselin Tsinzov
Veselin Tsinzov (en bulgare : Веселин Цинзов) est un fondeur bulgare, né le 29 juillet 1986 à Samokov (Bulgarie).

## Biographie
Sa première sélection en équipe nationale a lieu en 2005 pour les Championnats du monde. 
Vainqueur de la Coupe des Balkans en 2006, il fait ses débuts en Coupe du monde en décembre 2007. Il y marque ses premiers points en janvier 2010 avec une 21e place au skiathlon de Rybinsk. En janvier 2014, il termine 14e du quinze kilomètres classique de Szklarska Poręba, meilleur résultat en carrière. Il réalise son meilleur classement général en Coupe du monde en 2017 (118e) et ses meilleurs résultats en championnat du monde en 2015 à Falun (deux fois 39e).
Il s'est qualifié pour trois éditions des Jeux olympiques : celle de 2010, celle de 2014 et celle de 2018, où il est notamment 34e du quinze kilomètres libre, son meilleur résultat individuel lors de jeux olympiques.
Il dispute son ultime compétition internationale aux Championnats du monde 2019 à Seefeld.

## Palmarès

### Jeux olympiques
| Épreuve / Édition   | Sprint                           | Sprint                           | 15 km                            | 15 km                            | Poursuite / Skiathlon 2 × 15 km | 50 km   | Relais | Relais    |
| Épreuve / Édition   | libre                            | classique                        | libre                            | classique                        | Poursuite / Skiathlon 2 × 15 km | 50 km   | Sprint | 4 × 10 km |
| JO 2010 Vancouver   | Épreuve inexistante à cette date | -                                | 50e                              | Épreuve inexistante à cette date | Abandon                         | —       | —      | —         |
| JO 2014 Sotchi      | -                                | Épreuve inexistante à cette date | Épreuve inexistante à cette date | 41e                              | 52e                             | Abandon | 19e    | —         |
| JO 2018 Pyeongchang | Épreuve inexistante à cette date | 56e                              | 34e                              | Épreuve inexistante à cette date | -                               | Abandon | 20e    | —         |

Légende :
- : pas d'épreuve
- — : Non disputée par Veselin Tsinzov

### Championnats du monde
| Épreuve / Édition           | Sprint                           | Sprint                           | 15 km                            | 15 km                            | Poursuite / Skiathlon 2 × 15 km | 50 km   | Relais | Relais    |
| Épreuve / Édition           | libre                            | classique                        | libre                            | classique                        | Poursuite / Skiathlon 2 × 15 km | 50 km   | Sprint | 4 × 10 km |
| Mondiaux 2005 Oberstdorf    | Épreuve inexistante à cette date | 74e                              | 85e                              | Épreuve inexistante à cette date | Abandon                         | -       | 22e    | -         |
| Mondiaux 2007 Sapporo       | Épreuve inexistante à cette date | 57e                              | 50e                              | 55e                              | -                               | —       | -      | -         |
| Mondiaux 2009 Liberec       | 56e                              | Épreuve inexistante à cette date | Épreuve inexistante à cette date | 53e                              | Abandon                         | 41e     | -      | -         |
| Mondiaux 2011 Oslo          | -                                | Épreuve inexistante à cette date | Épreuve inexistante à cette date | 46e                              | 59e                             | -       | -      | -         |
| Mondiaux 2013 val di Fiemme | Épreuve inexistante à cette date | 70e                              | 78e                              | Épreuve inexistante à cette date | 48e                             | -       | —      | —         |
| Mondiaux 2015 Falun         | Épreuve inexistante à cette date | 63e                              | 39e                              | Épreuve inexistante à cette date | 39e                             | -       | —      | —         |
| Mondiaux 2017 Lahti         | —                                | Épreuve inexistante à cette date | Épreuve inexistante à cette date | 46e                              | -                               | Abandon | —      | —         |
| Mondiaux 2019 Seefeld       | —                                | Épreuve inexistante à cette date | Épreuve inexistante à cette date | 40e                              | -                               | -       | -      | -         |

Légende :
- : pas d'épreuve
- — : Non disputée par Veselin Tsinzov

### Coupe du monde
- Meilleur classement général : 118e en 2017.
- Meilleur résultat individuel : 14e.

#### Classements par saison
| Saison    | Classement général final | Classement distance | Classement sprint |
| 2009-2010 | 156e                     | 102e                | -                 |
| 2013-2014 | 126e                     | 78e                 | -                 |
| 2014-2015 | 149e                     | 92e                 | -                 |
| 2016-2017 | 118e                     | 76e                 | -                 |